# Varuh človekovih pravic Republike Slovenije
Varuh človekovih pravic Republike Slovenije je državna institucija varuha človekovih pravic Republike Slovenije, ki je bila v slovenski ustavni sistem vpeljana z novo Ustavo RS, ki je bila sprejeta decembra 1991. Varuha človekovih pravic v Ustavi RS opredeljuje 159. člen, ki določa, da se za varovanje človekovih pravic in temeljnih svoboščin v razmerju do državnih organov, organov lokalne samouprave in nosilcev javnih pooblastil z zakonom določi varuh pravic državljanov. Predhodnik ustanovitvijo institucije varuha človekovih pravic je podobne naloge v Sloveniji opravljal Svet za varstvo človekovih pravic in temeljnih svoboščin. 

## Zgodovina

### Delo Sveta za varstvo človekovih pravic in temeljnih svoboščin
Ta Svet je bil ustanovljen leta 1988 in je vseskozi deloval kot pluralno sestavljeno kolektivno telo. Njegovi člani so bili ugledni posamezniki slovenske javnosti, ki so na področju varstva človekovih pravic delovali nepoklicno. V obdobju, od leta 1988 do leta 1990, je deloval v okviru takratne Socialistične zveze delovnega ljudstva, mandatar za sestavo Sveta pa je bil Ljubo Bavcon. Delovanje Sveta v tem obdobju je bilo omejeno na splošno raven, saj se je Svet omejil le na opozarjanje na kršenje človekovih pravic v Sloveniji in Jugoslaviji preko javnih izjav. 
Leta 1990 je republiška skupščina sprejela poseben zakon o Svetu, s katerim mu je podelila tudi posebne zakonske pristojnosti za obravnavo posameznih primerov. S temi pristojnostmi je dobil Svet dostop do vseh informacij državnih organov, ki jih imajo danes tudi varuhi človekovih pravic. Zakon je tudi določal, da se predsednik Sveta ter člani, ki jih on predlaga, volijo v skupščini. S sprejetjem tega zakona je Svet postal neodvisna institucija in se je iz prostorov Socialistične zveze preselil v prostore skupščine. 
Od leta 1990 do konca leta 1994 je Svet dajal večji poudarek obravnavi pobud posameznikov. Decembra leta 1993 je Državni zbor RS sprejel Zakon o varuhu človekovih pravic, ki je določil pristojnosti Varuha in njegova pooblastila ter dal zakonsko podlago za ustanovitev te institucije. 29. septembra 1994 je bil tako na predlog predsednika republike Državni zbor Republike Slovenije za prvega varuha človekovih pravic izvoljen Ivan Bizjak. Po izvolitvi je varuh predlagal državnemu zboru imenovanje štirih namestnikov, vendar je državni zbor na seji 8. decembra 1994 imenoval le tri. Za namestnike varuha so bili imenovani: Aleš Butala, France Jamnik in Jernej Rovšek. Namestniki imajo na področjih, za katera so pristojni, vsa pooblastila, ki jih zakon daje varuhu.

### Slovenski varuh človekovih pravic
Varuh človekovih pravic je uradno začel delati 1. januarja 1995, s tem dnem pa je prenehal delovati Svet za varstvo človekovih pravic in temeljnih svoboščin. Takrat je tudi prenehal veljati zakon o Svetu za varstvo človekovih pravic in temeljnih svoboščin, Varuh pa je skladno z zakonom prevzel od Sveta arhiv in zadeve, ki jih je do tedaj prejel in reševal on.
Varuh človekovih pravic v Sloveniji raziskuje in sodeluje pri razrešitvi stanja povsod, kjer so kršene človekove pravice. O tem, kako zavarovati svoje pravice, seznanja javnost in pripravlja bilten varuha človekovih pravic. O kršitvah pravic obvešča tudi državne organe in druge ustanove, po potrebi pa o hujših kršitvah obvešča tudi mednarodno javnost.
Varuhi človekovih pravic v Sloveniji
- Ivan Bizjak (29. september 1994–29. september 2000)
- Matjaž Hanžek (29. september 2000–20. december 2006)
- Zdenka Čebašek-Travnik (22. februar 2006–22. februar 2013)
- Vlasta Nussdorfer (23. februar 2013–23. februar 2019)
- Peter Svetina (od 23. februarja 2019)